# Варошка Ријека
Варошка Ријека је насељено мјесто у општини Бужим, Федерација Босне и Херцеговине, БиХ.

## Становништво
| Националност       | 1991.          | 1981.          | 1971.          |
| Муслимани          | 4.942 (98,99%) | 4.304 (98,87%) | 3.464 (99,16%) |
| Срби               | 4 (0,08%)      | 1 (0,02%)      | 9 (0,25%)      |
| Хрвати             | 0              | 4 (0,09%)      | 10 (0,28%)     |
| Југословени        | 8 (0,16%)      | 29 (0,66%)     | 1 (0,02%)      |
| остали и непознато | 38 (0,76%)     | 15 (0,46%)     | 9 (0,25%)      |
| Укупно             | 4.992          | 4.353          | 3.493          |

## Извор
- Књига: „Национални састав становништва — Резултати за Републику по општинама и насељеним мјестима 1991.", статистички билтен бр. 234, Издање Државног завода за статистику Републике Босне и Херцеговине, Сарајево.
- интернет — извор, „Попис по мјесним заједницама“ — https://web.archive.org/web/20090520191154/http://www.fzs.ba/Podaci/nacion%20po%20mjesnim.pdf